# Privatuniversität Schloss Seeburg
Die Privatuniversität Schloss Seeburg ist eine nach österreichischem Recht anerkannte Privatuniversität, die Bachelor-, Master- und Doktoratsstudiengänge im Wirtschaftssegment anbietet. 

## Geschichte

Altes Logo der „UM Private Wirtschaftsuniversität“

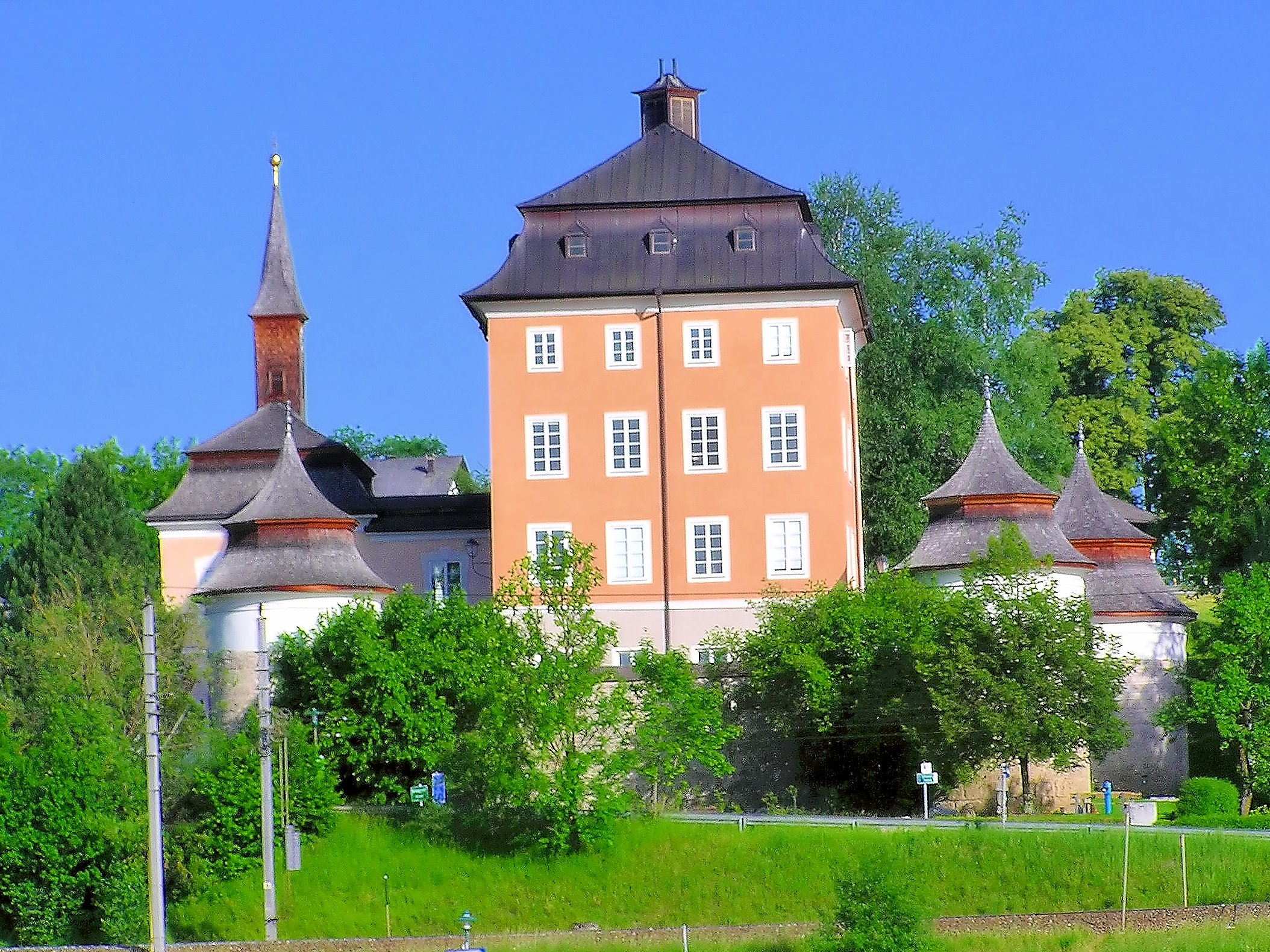
Schloss Seeburg von Südosten

Die Privatuniversität Schloss Seeburg wurde am 22. November 2007 vom österreichischen Akkreditierungsrat unter dem Namen UM Private Wirtschaftsuniversität als Privatuniversität akkreditiert. Im Februar 2008 erfolgte die Umbenennung in Privatuniversität Schloss Seeburg.

## Bekannte Absolventen (Auswahl)
- Oliver Kahn (* 1969), Fußballaktionär, ehemaliger Fußballtorhüter und Kapitän des FC Bayern München sowie der deutschen Fußballnationalmannschaft
- Matthias Lanzinger (* 1980), ehemaliger österreichischer Skirennläufer
- Alexander Resch (* 1979), ehemaliger deutscher Rennrodler und Olympiasieger
- Manuela Stöckl (* 1982), österreichische Profitänzerin
- Manfred Pamminger (* 1977), Fußballfunktionär, ehemaliger österreichischer Fußballspieler